# جوآن ام. بیگوود
جوآن ام. بیگوود (به انگلیسی: Joan M. Bigwood)، جوآن ام بیگوود که در سال ۱۹۳۷ در استون هاون (آبردین شایر)، اسکاتلند به دنیا آمد، سومین فرزند از چهار فرزند یک وزیر پروتستان بود. او مدرک کارشناسی ارشد خود را در زبان لاتین و یونانی در سال ۱۹۵۸ از دانشگاه سنت اندروز دریافت کرد. پس از یک سال در کالج آموزشی مورای هاوس در ادینبورگ (۱۹۵۸–۱۹۵۹)، او با بورسیه تحصیلی کامل از کالج رادکلیف به کمبریج، رفت تا در دانشگاه هاروارد در رشته کلاسیک (لاتین و یونانی) تحصیلات دکترا را دنبال کند. او در سال ۱۹۶۴ دکترای خود را در آنجا به پایان رساند. در همان سال، او توسط دانشگاه ویکتوریا (کانادا) به عنوان مدرس (۱۹۶۴–۱۹۶۶)  استخدام شد. او در سال ۱۹۶۶ دستیار استاد دانشگاه شد و در سال ۱۹۷۵ دانشیار شد. او در سال ۲۰۰۱ از گروه کلاسیک بازنشسته شد.
حوزه تخصصی تحقیقاتی بیگوود تاریخ یونان قرن پنجم و چهارم قبل از میلاد بود که تاریخ و آثار باستانی ایران هخامنشی علاقه‌مند شد. کار او عمدتاً بر نحوه کار نویسندگان باستان، چگونگی درک یونانیان از مردمان و فرهنگ‌های غیریونانی و مسائل مربوط به تجارت و تبادل فرهنگی متمرکز بود او در سال ۲۰۰۱ توجه خود را به بررسی بازنمایی زنان ایرانی در تاریخ‌نگاری یونانی با مقالاتی در مورد ازدواج با محارم  ایران هخامنشی، ملکه اشکانی موزا، ملکه مادر سی‌سی‌گامبیس و زنان در روایت‌های باستانی اسکندر معطوف کرد. در طول دوران طولانی خود در دانشگاه ویکتوریا (کانادا)، در بخش‌های گوناگون خدمت کرد. جوآن ام بیگوود در ۱۶ فوریه ۲۰۱۷ در سن ۸۰ سالگی درگذشت.

## آثار
او در مقاله ازدواج با محارم در ایران هخامنشی: اسطوره‌ها و واقعیت‌ها می‌نویسد: نویسندگان یونانی و رومی اغلب می‌گویند که ازدواج ایرانیان با مادران، دختران و سایر خویشاوندان بسیار نزدیک مجاز بود، ادعاهایی که بسیاری از محققان مدرن آن را برای هخامنشیان و همچنین برای سال‌های بعد معتبر می‌پذیرند. این مقاله منابع باستانی چنین ازدواج‌هایی را در عصر هخامنشی، هم گفته‌های کلی و هم داستان‌های پیوندهای خاص، مجدداً بررسی می‌کند و استدلال می‌کند که شواهد برای پیوندهای زناشویی بین والدین و فرزند، و بین خواهر و برادر تنی، بسیار ضعیف است. ما از نویسندگان یونانی و رومی در مورد تعدادی از جنبه‌های ازدواج و خانواده در ایران هخامنشی، هر چند آنچه می‌گویند فقط در مورد طبقات بالا اجتماعی صدق می‌کند؛ ما هیچ مدرکی دال بر ازدواج ایرانیان معمولی نداریم.
او همچنین می‌نویسد: الگوی ازدواج‌های خویشاوندی در خاندان سلطنتی هخامنشی با آنچه که بعداً در میان فرمانروایان مصر بطلمیوسی یافت شد کاملاً متمایز است. در سلسله اخیر، اغلب اعتقاد بر این است که هشت نفر از دوازده پادشاه از بطلمیوس دوم فیلادلفوس تا بطلمیوس چهاردهم با خواهر و برادرهایی ازدواج کردند که در بسیاری از موارد خواهران تنی بودند اما در ایران، به گمان من، تنها برای سه نفر از دوازده پادشاه از کمبوجیه تا داریوش سوم، یا بهتر است بگوییم فقط برای سه نفر از هشت نفری که منابع نشان دهنده شرکای ازدواجشان از محارم هستند، شواهد موثقی دال بر ازدواج با خویشاوندان نزدیک داریم. در همه موارد نیز احتمالاً آنها خواهر و برادر ناتنی هستند. بسیاری از موارد دیگر از تعصب صرف نویسندگان یونانی و رومی نشأت می‌گیرد و ما نباید از این بابت گمراه شویم. اگر ازدواج‌های سلطنتی در واقع شامل خویشاوندان نزدیک‌تر از خواهر و برادر ناتنی نمی‌شد، باید اذعان داشت که اساساً نوع ازدواج با آنچه در جهان یونان و مقدونیه در قرن‌های پنجم و چهارم قبل از میلاد یافت می‌شد، تفاوتی نداشت.